# Василь Усатюк
Василь Усатюк (нар. 26 квітня 1950, Єнакієво) — український художник, громадський діяч. Один із засновників Нікопольського союзу художників.

## Біографія
Народився 26 квітня 1950 року в місті Єнакієво, Донецької області. 1975 року з відзнакою закінчив художнє відділення технікуму за фахом художник–оформлювач. З 1975 року працює в Дніпропетровському художньому фонді Спілки художників України, міста Нікополь. З 1978 року постійний учасник обласних, республіканських і міжнародних виставок і конкурсів, які проходили у містах: Дніпропетровськ, Київ, Москва, Варшава, Улан-Батор, Берлін. У творчому доробку художника Василя Усатюка сотні картин. 
Нині проживає і творить у місті Нікополь, де регулярно виставляє свої картини.